# Всички звезди – Супермен
„Всички звезди – Супермен“ (на английски: All-Star Superman) е американски анимационен супергеройски филм от 2011 г., базиран на едноименната комиксова поредица на Грант Морисън и Франк Куайтли. Издаден е директно на видео от Warner Bros. Animation, това е десетия филм на DC Universe Animated Original Movies. Пуснат е един ден след смъртта на Дуейн Макдъфи.